# قائمة زملاء الجمعية الملكية المنتخبين في 1683
هذه الصفحة تعرض قائمة زملاء الجمعية الملكية المُنتخبين لعام 1683.

## الزملاء
- Edward Wetenhall [الإنجليزية]‏
- Allan Mullen [الإنجليزية]‏
- Edward Haynes [الإنجليزية]‏